# Distrito de Chinchero
El distrito de Chinchero es uno de los siete distritos que conforman la provincia de Urubamba, ubicada en el departamento de Cusco en el Sur del Perú.
Desde el punto de vista de la jerarquía eclesiástica está comprendido en la Arquidiócesis del Cuzco.

## Historia

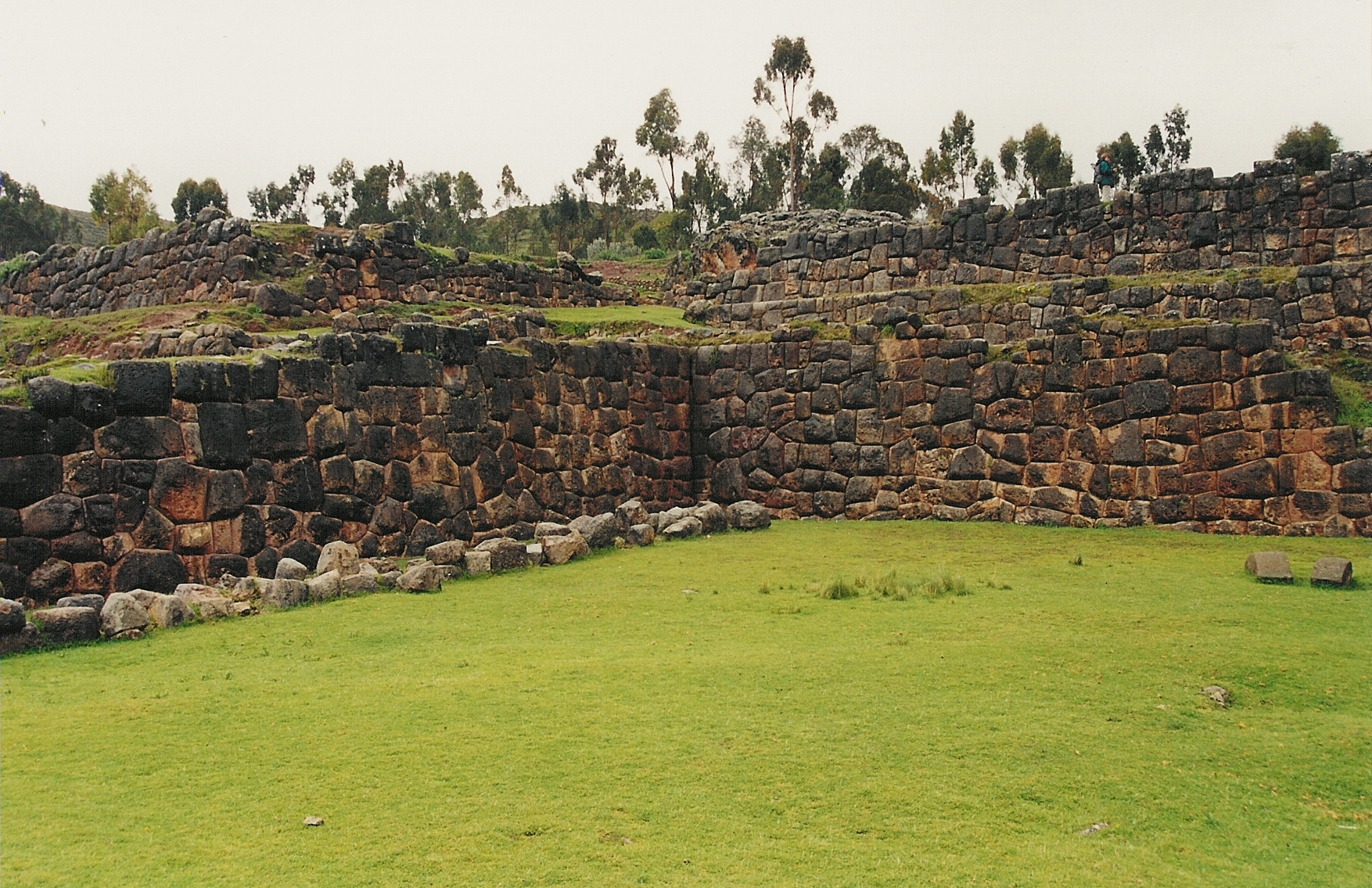
Sitio arqueológico de Chinchero.

Los orígenes de Chinchero son remotos. Hay vestigios que datan de hace dos mil años aproximadamente. Los primeros habitantes de la región fueron los ayarmacas quienes, al llegar los primeros gobernadores cusqueños, defendieron su territorio y ofrecieron seria resistencia antes de ser incorporados al imperio. Chinchero fue el lugar elegido por el inca Túpac Inca Yupanqui para establecer su residencia. Él mandó construir bellos palacetes para su uso personal y el de su panaca.
Hacia 1536, en plena conquista, Manco Inca inició su rebelión incendiando Chinchero para que los españoles no renovaran sus provisiones y dejaran de perseguirlo en su retirada hacia regiones selváticas desconocidas. Cuando el virrey Toledo visitó Cusco, se detuvo en Chinchero. Aquí estableció una reducción de indios y mandó construir la actual iglesia, que fue levantada sobre hermosas salas incaicas. Más tarde, durante la revolución de Túpac Amaru II, el curaca de Chinchero, Mateo García Pamacahua, se levantó en favor del Rey de España para combatir al rebelde. El triunfo de Pumacahua fue eternizado en un mural en el que hoy figura un puma derrotando a una serpiente (amaru).
Oficialmente, el distrito de Chinchero fue creado el 9 de septiembre de 1905 mediante Ley N.º 59 dada en el gobierno del Presidente José Pardo y Barreda.
Aquí está lo que en la época incaica fue la hacienda real de Túpac Inca Yupanqui, así como un templo colonial construido sobre basamentos de dicha civilización, especialmente las típicas puertas o ventanas más anchas abajo y más angostas arriba, lo que fue una característica de la arquitectura incaica.

## Geografía
La capital es el poblado de Chinchero, situado a 3 754 m s. n. m.
A 28 kilómetros del Cuzco, en la provincia de Urubamba, departamento del Cuzco, y antes de llegar al Valle Sagrado de los Incas (y al río Urubamba) se encuentra el pueblo de Chinchero.
El mercadillo de los domingos, que en su origen estuvo dominado por el trueque de productos entre los pobladores de la zona, en la actualidad es un atractivo turístico por la oferta de sus artesanías y textilería inca fabricados en el estilo precolombino.
Las importantes ruinas incaicas de la localidad fueron excavadas y restauradas por la Misión Arqueológica Española entre los años 1968 y 1970. Esas investigaciones dieron origen a varios volúmenes publicados por el Ministerio de Asuntos Exteriores de España.

## Comunidades
Chinchero se divide en varias comunidades, los cuales son:
- Chinchero
- Comunidad campesina de Umasbamba
- Comunidad campesina de Cuper
- Comunidad campesina de Taucca
- Comunidad campesina de Ototuhuan
- Comunidad campesina de Pongobamba
- Comunidad campesina de Pukamarca
- Comunidad campesina de Olones
- Comunidad campesina de Umanis
- Comunidad campesina de Huaypo Grande
- Comunidad campesina de Simataucca
- Comunidad campesina de Yanacona
- Comunidad campesina de Chu'so

## Clima
| Parámetros climáticos promedio de Chincheros | Parámetros climáticos promedio de Chincheros | Parámetros climáticos promedio de Chincheros | Parámetros climáticos promedio de Chincheros | Parámetros climáticos promedio de Chincheros | Parámetros climáticos promedio de Chincheros | Parámetros climáticos promedio de Chincheros | Parámetros climáticos promedio de Chincheros | Parámetros climáticos promedio de Chincheros | Parámetros climáticos promedio de Chincheros | Parámetros climáticos promedio de Chincheros | Parámetros climáticos promedio de Chincheros | Parámetros climáticos promedio de Chincheros | Parámetros climáticos promedio de Chincheros |
| Mes                                          | Ene.                                         | Feb.                                         | Mar.                                         | Abr.                                         | May.                                         | Jun.                                         | Jul.                                         | Ago.                                         | Sep.                                         | Oct.                                         | Nov.                                         | Dic.                                         | Anual                                        |
| -------------------------------------------- | -------------------------------------------- | -------------------------------------------- | -------------------------------------------- | -------------------------------------------- | -------------------------------------------- | -------------------------------------------- | -------------------------------------------- | -------------------------------------------- | -------------------------------------------- | -------------------------------------------- | -------------------------------------------- | -------------------------------------------- | -------------------------------------------- |
| Temp. máx. media (°C)                        | 16                                           | 16                                           | 16                                           | 17                                           | 16                                           | 16                                           | 16                                           | 16                                           | 17                                           | 18                                           | 17                                           | 17                                           | 16.5                                         |
| Temp. mín. media (°C)                        | 4                                            | 3                                            | 3                                            | 1                                            | -2                                           | -4                                           | -6                                           | -4                                           | -1                                           | 1                                            | 2                                            | 3                                            | 0                                            |
| Precipitación total (mm)                     | 117                                          | 81                                           | 72                                           | 36                                           | 3                                            | 3                                            | 0                                            | 9                                            | 12                                           | 24                                           | 45                                           | 51                                           | 453                                          |
| Días de precipitaciones (≥ 1.0 mm)           | 17                                           | 10                                           | 13                                           | 7                                            | 2                                            | 2                                            | 0                                            | 2                                            | 4                                            | 6                                            | 8                                            | 9                                            | 81                                           |
| Fuente: WW                                   |                                              |                                              |                                              |                                              |                                              |                                              |                                              |                                              |                                              |                                              |                                              |                                              |                                              |

## Autoridades

### Municipales
- 2023 - 2026[4]
  - Alcalde: Alcides Cusihuaman Auccacusi , de El Partido Democrático Somos Perú.
  - Regidores:

  1. Roger Huaman Llancay (Partido Democrático Somos Perú)
  2. Hilda Callañaupa Huaman (Partido Democrático Somos Perú)
  3. Cirilo Pañihuara Sallo (Partido Democrático Somos Perú)
  4. Magaly Lucia Ayma Auccapuma ( Partido Democrático Somos Perú)
  5. Lourdes Huarhua Huayllahuaman (Perú Libre)

### Policiales
- Comisario: Teniente PNP Jordy Frank Carpio Roca.

## Festividades
- Cruz Velacuy.
- Virgen de la Natividad.
- Señor de Qoyllorit'i.

## Galería de Imágenes
|  |
|  |

|  |
|  |

|  |
|  |